# 함평나비대축제

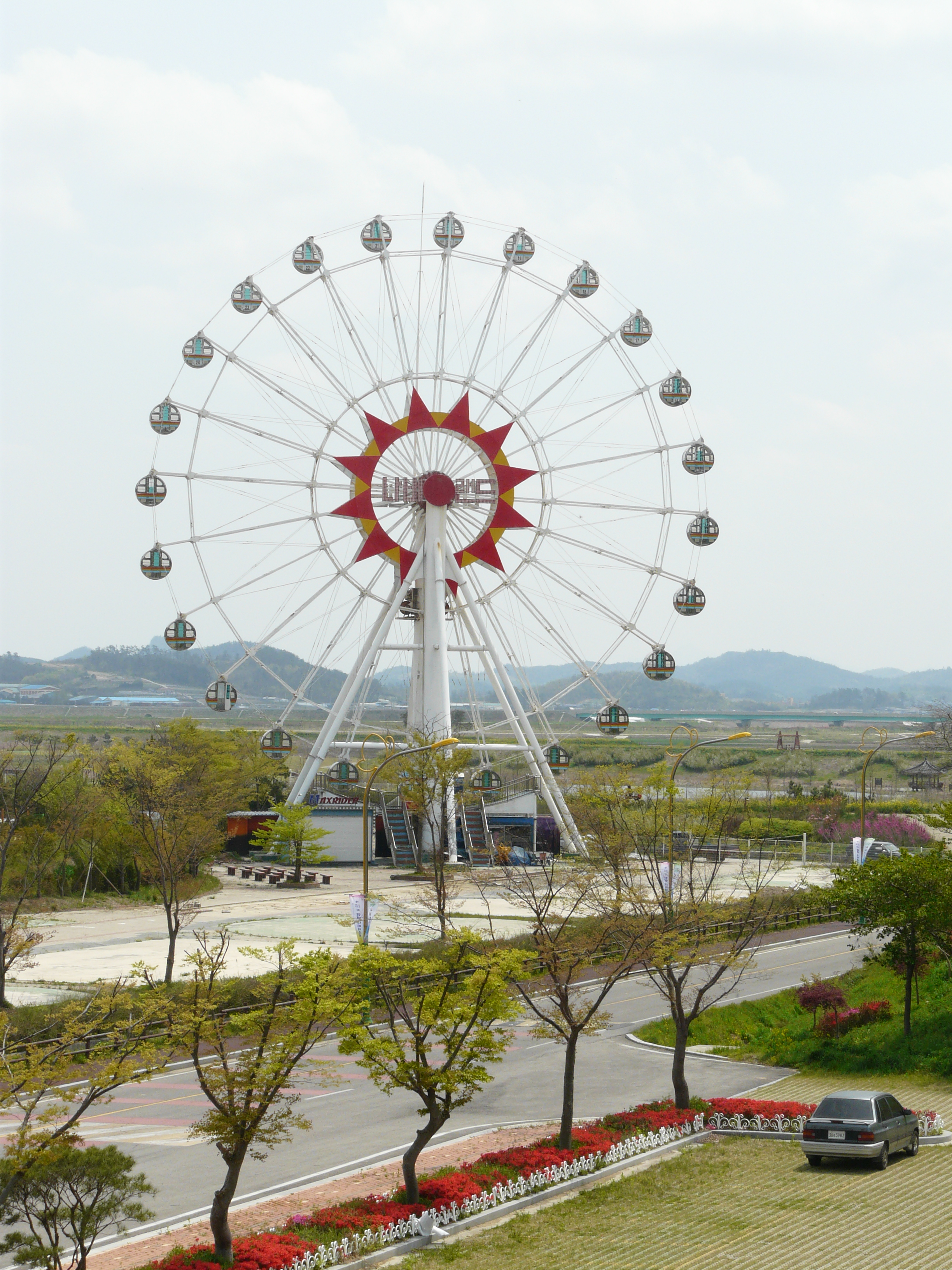

함평나비대축제(Hampyeong Butterfly Festival)는 전라남도 함평군 함평엑스포공원에서 봄철 기간에 열리는 행사이다. 함평군에서 주최하는 함평 최대규모의 축제이다. 현재 마지막으로 2019년 제 21회 축제를 하였고 , 제 22회인 2020년에는 코로나 여파로 인해 취소되었다. 2010 문화체육관광부 지정 최우수축제로 선발될 정도로 인기와 사랑을 한 몸에 받는 축제

## 축제역사
함평은 농경지가 많아 평온하고 풍요로운 전형적인 농업군이었다. 그러나 산업사회로 접어들게 되면서부터 많은 젊은이들이 도시로 떠나가게 되었고 농촌은 노령화, 부녀화 등 구조 변화와 농산물 수입개방으로 농업경쟁력이 상당히 저하 되었다.  
산업자원이나 관광자원이 전무하고, 특별한 특산품이나 먹을거리도 부족한 지역에서 살아갈 길은 친환경 지역이 함평에서 생산되는 농특산물 판매로 지역경제 활성화와 군민소득증대가 절실이 요구되어 지역 홍보 수단이 필요하게 되었다. 문제는 어떻게 이지역을 알릴것인가였다. 함평천 정화사업에 따라 마련된 고수부지 33ha에 만개할 유채꽃을 배경으로 유채꽃 축제를 적극 추진하려 하였지만 유채로는 경쟁력과 차별화를 기할 수 없었다. 그래서 친환경지역임을 가장 어필할 수 있는 나비를 테마로 축제가 기획되고, 열리게 된 것이다.

## 협력 및 후원
- 문화체육관광부
- 농림축산식품부
- 환경부
- 전라남도
- 광주광역시교육청
- 전라남도교육청
- 한국관광공사
- 한국지역진흥재단
- 한국도로공사